# L'œuvre du Marquis de Sade
"L'œuvre du Marquis de Sade" (en español Las obras del marqués de Sade) es la primera antología publicada en Francia de las obras del escritor francés Donatien Alphonse François de Sade, conocido por su título de marqués de Sade. La obra fue dirigida por Guillaume Apollinaire, escritor de ese país. Fue publicada en 1909 en una colección titulada "Les maitres de l’amour" del sello "Bibliothèque des curieux", fundado por los hermanos franceses Robert Briffaut y Georges Briffaut en su casa editorial (Éditions Briffaut).
Apollinaire dignificaba la obra del marqués de Sade; los textos que escogió incluyen los escritos de Zoloé, Justine o los infortunios de la virtud, Juliette o las prosperidades del vicio, La filosofía en el tocador, Los crímenes del amor y por último Aline y Valcour. Contiene además una introducción, un ensayo bibliográfico, temas inéditos y cartas publicadas por primera vez; esta parte también se ha editado de forma independiente, sin contener los textos del marqués, con el nombre El marqués de Sade de Guillaume Apollinaire.